# 굿 우먼
《굿 우먼》(A Good Woman)은 미국에서 제작된 마이크 바커 감독의 2004년 드라마, 코미디, 멜로/로맨스, 코미디 영화이다. 오스카 와일드의 희곡 《윈더미어 부인의 부채》을 바탕으로 제작되었다. 헬렌 헌트 등이 주연으로 출연하였고 앨런 그린스펀 등이 제작에 참여하였다.

## 출연

### 주연
- 헬렌 헌트
- 스칼렛 요한슨

### 조연
- 톰 윌킨슨
- 스티븐 캠벨 무어
- 마크 엄버스
- 다이아나 하드캐슬
- 로저 해몬드
- 존 스탠딩

## 기타
- 원작자: 오스카 와일드
- 제작책임: 데이빗 니콜스
- 공동제작: 안토니오 가댈루피
- 공동제작: 로버토 베시
- 공동제작: 데니즈 오델
- 협력프로듀서: 킴벌리 반즈
- 협력프로듀서: 줄리-앤 리 키니
- 협력프로듀서: 샐리 로빈슨
- 미술: 벤 스콧
- 의상: 존 브룸필드
- 배역: 존 허바드
- 배역: 다니엘 허버드